# Сабит, Лабиба
Лабиба Сабит (англ. Labibah Thabit) — сирийско-ливанская феминистка.
Сабит известна как одна из учредителей и руководителей первого женского движения на Ближнем Востоке.

## Деятельность
Лабиба Сабит была соосновательницей и первым президентом Союза сирийско-ливанских женщин, основанного в 1924 году, которая была первой организацией женского движения во времена французского мандата в Сирии и Ливане.
Её называют одним из пионеров сирийско-ливанского женского движения наряду с Адель Наху, Ибтихадж Каддурой, Розой Шихаа, Эвелин Бустрос, Лорой Табет, Найлой Сааб и Эмили Фарес Ибрагим. Они принадлежали к группе образованных светских женщин, получивших образование у западных миссионеров, снявших чадру и поддерживавших независимость от колониальной власти, но которые, подобно современным арабским националистам-модернистам, считали, что новая независимая нация не добьется успеха, если не включила женщин в число своих активных граждан.